# Saison 6 de Cold Case : Affaires classées
Chronologie
Saison 5 Saison 7
Cet article présente le guide de la sixième saison de la série télévisée américaine Cold Case : Affaires classées.

## Distribution de la saison

### Acteurs principaux
- Kathryn Morris (V. F. : Stéphanie Lafforgue) : Lillian « Lilly » Rush
- Danny Pino (V. F. : Xavier Fagnon) : Scotty Valens
- John Finn (V. F. : Jean-Luc Kayser) : John Stillman
- Jeremy Ratchford (V. F. : Bruno Dubernat) : Nick Vera
- Thom Barry (V. F. : Gérard Dessalles) : Will Jeffries
- Tracie Thoms (V. F. : Ilana Castro) : Kat Miller

### Acteurs récurrents et invités
- Raymond J. Barry (Paul Cooper)
- Marlene Forte : Yesenia Ramos en 2008 (épisode 2)
- Cassidy Freeman : Laura McKinney en 1991 (épisode 2)
- Jenna Leigh Green : Violet Golding en 1964 (épisode 3)
- Bobby Cannavale : Eddie Saccardo (épisode 3)
- Holland Roden : Missy Gallavan en 1978 (épisode 4)
- Jake Thomas : Hugh Matersen en 1978 (épisode 4)
- Nicholas Braun : Lenny Snow en 1951 (épisode 5)
- Arye Gross : Oscar Anderson en 1981 (épisode 6)
- Kenton Duty : Chuck Pierce en 1969 (épisode 7)
- Ed Lauter : Shep McAvoy en 2008 (épisode 7)
- Richard Edson : Seth Lundgren en 2008 (épisode 7)
- Page Kennedy : Michael Hyacinth en 2008 (épisode 8)
- Elena Satine : Nadia Koslov en 1989 (épisode 8)
- Erin Cummings : Rita Flynn en 1958 (épisode 9)
- Chadwick Boseman : Dexter Collins en 2005 (épisode 10)
- Amanda Schull : Allison Thurston en 1960 (épisode 11)
- Mariette Hartley : Gloria Flagstone en 2008 (épisode 11)
- David Giuntoli : Dean London en 1960 (épisode 11)
- Lindy Booth : Gloria Flagstone en 1960 (épisode 11)
- Megan Boone : Helen McCormick en 1960 (épisode 11)
- Lee Majors : Dean London en 2008 (épisode 11)
- Adrienne Barbeau : Helen McCormick en 2008 (épisode 11)
- Mary Elizabeth Ellis : Shelly Reid en 2006/2008 (épisode 12)
- Pat Crowley : Diane Drew en 2008 (épisode 14)
- Tyler Blackburn : Jeffrey "Jeff" Feldman/Foster en 2008/2009 (épisode 15)
- Manny Montana : Francisco Aziza en 2009 (épisode 17)
- Alexandra Holden : Caroline Kemp en 1958 (épisode 19)
- Madeline Carroll : Hilary Rhodes en 1963 (épisode 21)
- Eion Bailey : Patrick Lennox en 1963 (épisode 21)

## Épisodes

### Épisode 1:Pour l'équipe
- États-Unis /  Canada : 28 septembre 2008 sur CBS / /A\[1]

- États-Unis : 11,36 millions de téléspectateurs[2] (première diffusion)

- Sean O'Bryan (Steve Pratt, 1973)
- Aaron Hill (Mike « Bad Moon » McShane)
- B.J. Britt (Tom « The Breeze » Bernard, 1973)
- Clifton Powell (Tom Bernard, 2008)
- Tim Griffin (Asst. Coach Walters, 1973)
- M. C. Gainey (Coach Walters, 2008)
- James Karen (Steve Pratt, 2008)
- Glynn Turman (Al Towert)
- Justice Leak (Robert "Robby" Boreki, 1973)
- James Read (Prof. Robert Boreki, 2008)

- Reelin' In the Years - Steely Dan
- Blue Sky - The Allman Brothers Band
- Do It Again - Steely Dan
- Rock On - Def Leppard
- China Grove - The Doobie Brothers
- Takin' Care Of Business - Bachman-Turner Overdrive

### Épisode 2:Histoire de prof
- États-Unis : 5 octobre 2008

- États-Unis : 11,10 millions de téléspectateurs[3] (première diffusion)

- Scott Paulin (Kenneth Yates, 2008)
- Marlene Forte  (Yesenia Ramos)
- Patricia Belcher (Margaret Trudlow, 2008)
- David Julian Hirsh (Kenneth Yates, 1991)
- Alex Morris (Carlton Rawls, 2008)
- Steven Anderson (David McKinney, 2008)
- Jon Budinoff (Renaldo Ramos, 1991)
- Starletta DuPois (Mrs. Harris)
- Chane't Johnson (Carla Difranco)
- Andres Saenz-Hudson (Renaldo Ramos, 2008)
- Cassidy Freeman (Laura McKinney, 1991)
- Adetokumboh M'Cormack (Darnell Brent)
- Cleavon McClendon (Darnell Brent, 1991)
- Kenneth Meseroll (David McKinney, 1991)
- Susan Beaubian (Margaret Trudlow, 1991)
- Terrell Lee (Carlton Rawls, 1991)

- Half A World Away - R.E.M.
- Crazy - Seal
- Quiet On Tha Set - N.W.A.
- Where Is My Mind - The Pixies
- Here's Where the Story Ends - The Sundays
- Right Here, Right Now - Jesus Jones

### Épisode 3:Les Écoles de la liberté
- États-Unis : 12 octobre 2008

- États-Unis : 10,99 millions de téléspectateurs[4] (première diffusion)

- Alexandra Lydon (Miriam Forrester)
- Chris Ellis (Jim Horn, 2008)
- Jenna Leigh Green (Violet Golding, 1964)
- Jennifer Hetrick (Lana Wilkes, 2008)
- Rob Mayes (Jim Horn, 1964)
- Kathleen Nolan (Kitty Doyle, 2008)
- Demond Robertson (Cordell Baker, 1964)
- Concetta Tomei (Violet Golding, 2008)
- Vernee Watson (Bélinda Hutchins, 2008)
- Tinashe Kajese (Bélinda Hutchins, 1964)
- Toi Perkins (Débra Nelson, 1964)
- Angela Sargeant (Débra Nelson, 2008)
- Carl Lumbly (Cordell Baker, 2008)
- Bobby Cannavale (Eddie Saccardo)
- Trisha LaFache (Kitty Doyle, 1964)
- Maddy Kennedy (Lana Wilkes, 1964)
- Julia Pace Mitchell (Ella Turner)

- This Little Light of Mine - Tracie Thoms (Harry Dixon Loes)
- Will The Circle Be Unbroken? - Jimmy Collier
- You Really Got Me - The Kinks
- Come See About Me - The Supremes
- Let It Shine - Erja Lyytinen
- Walk On By - Dionne Warwick
- Blue Velvet - Bobby Vinton

### Épisode 4:Roller Girl
- États-Unis : 19 octobre 2008

- États-Unis : 11,29 millions de téléspectateurs[5] (première diffusion)

- Holland Roden (Missy Gallavan)
- Bonnie Burroughs (en) (Julie Reed, 2008)
- Peter Giles (Joe Bosquay, 1978)
- Lindsey Haun (Julie Reed, 1978)
- Jesse Jensen (Rick Rendell, 1978)
- Deborah May (Simone Gallavan, 2008)
- John Posey (Rick Rendell, 2008)
- Anthony Tyler Quinn (Hugh Mastersen, 1978)
- Allison Smith (Simone Gallavan, 1978)
- Jake Thomas (Hugh Mastersen, 1978)
- Nancy Youngblut (Dawn Wheeler, 2008)
- Steph DuVall (Rufus)
- Ron Harper (Joe Bosquay, 2008)
- Grace Bannon (Dawn Wheeler, 1978)

- Sentimental Lady - Bob Welch
- Two Tickets to Paradise - Eddie Money
- If I Can't Have You Yvonne Elliman
- Good Times - Chic
- Hot Child In the City - Nick Gilder
- September - Earth, Wind & Fire
- "The Loco-Motion" - Grand Funk Railroad

### Épisode 5:Nuit sans escale
- États-Unis : 26 octobre 2008

- États-Unis : 11,97 millions de téléspectateurs[6] (première diffusion)

- Charles Napier (Hal Chaney, 2008)
- Luke Askew (Max Heidhorn, 2008)
- Max Gail (Raymond "Ray" Lisi, 2008)
- Richard Herd (Gene Karnow, 2008)
- Kenneth White (Leonard "Lenny" Snow, 2008)
- Maria Cellario (Nora Lee, 2008)
- Nicholas Braun (Leonard "Lenny" Snow, 1951)
- William Jones (Steve Tully)
- Matthew Florida (Max Heidhorn, 1951)
- Wilson Bethel (James "Jimmy" Tully)
- Rich McDonald (Hal Chaney, 1951)
- Reid Collums (Gene Karnow, 1951)
- Stephen Blackehart (Lieutenant Putman, 1951)
- Adam Leiphart (Raymond "Ray" Lisi, 1951)
- Conny Van Dyke (Sue, 2008)
- Rebecca Mozo (Nora Lee, 1951)

- Taps - The O'Neill Brothers
- Rocket 88 - Jackie Brenston and his Delta Cats
- Mona Lisa - Nat King Cole
- Go, Man, Go - Melvin "Sy" Oliver
- Yeah, Yeah, Yeah - Keely Smith and Louis Prima
- If You Turn Me Down - Peggy Lee
- Sound Off - Vaughn Monroe

### Épisode 6:La Mort en prime
- États-Unis : 2 novembre 2008

- États-Unis : 11,66 millions de téléspectateurs[7] (première diffusion)

- Frankie Ingrassia	(Donna D'Amico, 1981)
- Andy Comeau (Frank Wilson, 1981)
- Arye Gross (Oscar Anderson, 1981)
- James Shanklin (Frank Wilson, 2008)
- Ajay Mehta (Sanil Hindocha, 2008)
- John Callahan (Bruce Donnelly, 2008)
- Todd Cahoon (Bruce Donnelly, 1981)
- Alejandro Patino (Esteban, 1981)
- Peter Dobson (Mickey Thompson, 1981)
- Kevin Dobson (Mickey Thompson, 2008)
- Richard Portnow (Oscar Anderson, 2008)
- Kim Director (Marisa D'Amico, 2008)

- Who's Crying Now - Journey
- Another One Bites The Dust - Queen
- Brass In Pocket - The Pretenders
- Burnin' For You - Blue Oyster Cult
- Whip It - Devo
- The Stroke - Billy Squier

### Épisode 7:Les Rocket Boys
- États-Unis : 9 novembre 2008

- États-Unis : 12,69 millions de téléspectateurs[8] (première diffusion)

- Richard Edson (Seth Lundgren, 2008)
- Ed Lauter (Shepard "Mack" McAvoy, 2008)
- Joel Murray (Robert "Bobby" Kent, 2008)
- Greg Evigan (Chuck Pierce, 2008)
- Karen Landry (Laura Finch, 2008)
- Ron Bottitta (Malcolm Kent, 2008)
- Braeden Lemasters (Seth Lundgren, 1969)
- Noah Matthews (Robert "Bobby" Kent, 1969)
- Jarrod Bailey (Daniel "Danny" Finch, 1969)
- Doug Scott Kramer (Dick Wallace, 1969)
- Ellen Marlow (Laura Finch, 1969)
- Bart McCarthy (Dick Wallace, 2008)
- Kenton Duty (Chuck Pierce, 1969)
- Jeff Staron (Malcolm Kent, 1969)
- Shawn Colten (Shepard "Mack" McAvoy, 1969)

- A Whiter Shade of Pale - Procol Harum
- Green River - Creedence Clearwater Revival
- Goin' Up the Country - Canned Heat
- Thank the Lord For the Night Time - Neil Diamond
- Bad Moon Rising - Creedence Clearwater Revival

### Épisode 8:De l'or dans la voix
- États-Unis : 16 novembre 2008

- États-Unis : 12,28 millions de téléspectateurs[9] (première diffusion)

- Elena Satine (Nadia Koslov, 1989)
- Daniel Vincent Gordh (Nick Vera, 1989)
- Nicole Bilderback (en) (Nikki Sun, 2008)
- Sally Ann Brooks (Chelsea Cutler, 2008)
- Monica Calhoun (Phoebe Curtis, 1989)
- Endre Hules (Leo Koslov, 2008)
- Daniel Hugh Kelly (Elliot Glick, 2008)
- Page Kennedy (Michael « Beamer » Hyacinth, 2008)
- Gabriel Olds (Elliot Glick, 1989)
- Tina Lifford (Phoebe Curtis, 2008)
- Brad Rowe (Cyrus Brill, 2008)
- Dustin McKamie (Cyrus Brill, 1989)
- Christian Svensson (Leo Koslov, 1989)
- Jessika Van (Nikki Sun, 1989)
- Ashley Alfonso (Chelsea Cutler, 1989)
- Jared Bell (Dmitri Koslov, 2008)
- Jon Paul DeFabry (Dmitri Koslov, 1989)
- Anwar Mitchell (Michael « Beamer » Hyacinth, 1989)
- Casey Washington (Scrapper)

- True Colors - Cyndi Lauper
- Free Fallin' / Va Penserio - Elena Satine (Tom Petty / Verdi)
- Back to Life - Soul II Soul
- Pump Up the Jam - Technotronic
- Black Steel in the Hour of Chaos - Public Enemy

### Épisode 9:Dernière pose
- États-Unis : 23 novembre 2008

- États-Unis : 12,15 millions de téléspectateurs[10] (première diffusion)

- Erin Cummings (Rita Flynn)
- Patrick Fischler (Monty Moran, 1953)
- Harold Gould (Monty Moran, 2008)
- Todd Grinnell (Arthur "Zip" Fellig, 1953)
- Chelsea Hobbs (Betty Sue Baker, 1953)
- Ron Masak (Gus Medica)
- Debra Mooney (Betty Sue Baker, 2008)
- James Carraway (Ben "Beanie" Emerson, 2008)
- Wiliam Dennis Hunt (Reg Donaldson, 2008)
- John Kerry (Arthur "Zip" Fellig, 2008)
- Tania Raymonde (Frankie Rafferty)
- Andrew Ducote (Ben "Beanie" Emerson, 1953)
- Aaron Gaffey (Reg Donaldson, 1953)

- Can't I? - Nat King Cole
- Somewhere Along The Way - Nat King Cole
- Half A Photograph - Kay Starr
- I'll Wait For You - Ruth Brown
- Istanbul (Not Constantinople) - The Four Lads
- Look At That Girl - Guy Mitchell

### Épisode 10:Scrutin à vendre
- États-Unis : 30 novembre 2008

- États-Unis : 11,52 millions de téléspectateurs[11] (première diffusion)

- Tania Raymonde (Frankie Rafferty)
- Jonathan LaPaglia (A.D.A. Curtis Bell)
- Chadwick Boseman (Dexter « Dex » Collins 2005)
- Gbenga Akinnagbe (Victor Nash)
- Tyrees Allen (Warren Wilson)
- Wilmer Calderon (en) (Luther Carp)
- Henry G. Sanders (Ronnie Collins)
- Keith Szarabajka (Patrick Hogan)
- Christine Woods (Cassie Michaels)
- Bill Duke (Grover Boone)
- Cosimo Canale (Frank Mulwrey)
- Asle Holden (Harold Peter)
- Euriamis Losada (Jorge Gomez)
- James Luca McBride (Jay Quincy)
- Wanda-Lee Evans (Josephine)

- Hands of Time - Groove Armada
- The Boogie Man Song - Mos Def
- 5 O'Clock - The Perceptionists feat. Phonte of Little Brother
- The Corner - Common
- Guns Are Drawn - The Roots
- Gone - Kanye West feat. Consequence & Cam'ron

### Épisode 11:Le Plus Beau Métier du monde
- États-Unis : 21 décembre 2008

- États-Unis : 12,01 millions de téléspectateurs[12] (première diffusion)

- Lee Majors (Dean London, 2008)
- Adrienne Barbeau (Helen McCormick, 2008)
- Megan Boone (Helen McCormick, 1960)
- Lindy Booth (Gloria Flagstone, 1960)
- Robb Derringer (Capitaine Rowland Hughes, 1960)
- David Giuntoli (Dean London, 1960)
- Brett Halsey (Rowland Hughes, 2008)
- Mariette Hartley (Gloria Flagstone, 2008)
- Art LaFleur (Bert Walters, 2008)
- John O'Leary (Lew Thurston, 2008)
- Amanda Schull (Allison "Ally" Thurston)
- Craig Braun (Harvey Dwight, 2008)
- Tania Raymonde (Frankie Rafferty)
- Raymond J. Barry (Paul Cooper)
- Steven Ellison (Harvey Dwight, 1960)
- Zach Lewis (Bert Walters 1960)

Toutes des chansons de Frank Sinatra :
- Someone to Watch Over Me
- Little Girl Blue
- I've Got the World on a String
- Too Marvelous for Words
- Come Fly With Me

### Épisode 12:Mauvaise fortune
- États-Unis : 4 janvier 2009

- États-Unis : 12,67 millions de téléspectateurs[13] (première diffusion)

- John Bishop (Martin "Marty" Bayer)
- Taylor Cole (Nicole "Nikki" Dubinski / Atkins / Gilette / Von Haven)
- Mary Elizabeth Ellis (Shelly Reid)
- Charlie Hofheimer (George Sweeney)
- Sylva Kelegian (Pamela "Pam" Bayer)
- Jeff Kober (Jack Dubinski)
- Jack Laufer (Roger Weaver)
- Louis Mustillo (Walter "Walt" Strickland)
- Zack Ward (Ed Dubinski)
- Tania Raymonde (Frankie Rafferty)
- Keith Pratt (Billy Rafferty)
- Michael Rothhaar (Tommy Demos)

En novembre 2007, Ed Dubinski, un mécanicien de 34 ans, est assassiné. La victime avait gagné 8 millions au loto six mois avant sa mort mais avait tout dépensé. Aujourd'hui (2009), la carte bleue de la victime est réutilisée. La personne qui avait volé la carte pensait que l'argent était encore dessus.
- On The Way Back Home - Lucero
- Two - Ryan Adams
- Lived In Bars - Cat Power
- Flashback - The Twilight Singers
- Chelsea Dagger - The Fratellis
- Underdog - Spoon

### Épisode 13:Flash Info
- États-Unis : 11 janvier 2009

- États-Unis : 12,30 millions de téléspectateurs[14] (première diffusion)

- Jack Kehler (Evan Briggs, 2009)
- Bradford Tatum (Evan Briggs, 1988)
- David Eigenberg (Nathan Kravet, 1988)
- David Starzyk (Mortimer "Mort" Ackerson, 1988)
- Jarrod Crawford (Clay Murphy, 1988)
- John Cirigliano (Nathan Kravet, 2009)
- Courtney Ford (Victoria "Tori" Roberts)
- Dorian Brown (Jane Everett, 1988)
- Kim Estes (Clay Murphy, 2009)
- Adam O'Byrne (David Wyatt, 1988)
- Steve Stapenhorst (Andrew Powers, 2009)
- Tania Raymonde (Frankie Rafferty)
- Steven Flynn (David Wyatt, 2009)
- Myra Turley (Marjorie "Margie" Everett, 1988)
- Rebecca Tilney (Marjorie "Margie" Everett, 1988)
- Tom Hallick (Mortimer "Mort" Ackerson, 2009)

Le 2 novembre 1988, Jane Everett, la présentatrice du journal télé WCNU, âgée de 27 ans, est étranglée avec son écharpe dans Fermont Park. Aujourd'hui, Victoria Roberts, une documentaliste, retrouve sur une vieille cassette des images de Jane filmées le soir du meurtre. Durant l'enquête, on découvre que Jane menaçait de révéler dans un reportage que Show Plastics, une usine de produits plastiques exposait ses employés à de l'amiante et en connaissait les dangers.
- Shout - Tears for Fears
- Don't Come Around Here No More - Tom Petty and the Heartbreakers
- Red Skies - The Fixx
- One Thing Leads To Another - The Fixx
- What's The Matter Here? - 10,000 Maniacs
- Simply Irresistible - Robert Palmer

### Épisode 14:Derrière la façade
- États-Unis : 25 janvier 2009

- États-Unis : 13,26 millions de téléspectateurs[15] (première diffusion)

- Bailey Chase (Roy W. Dunn)
- William Ragsdale (Glenn Drew, 1967)
- Brad Greenquist (Norman "Norm" Fawnshawe, 2009)
- Pat Crowley (Diane Drew, 2009)
- Wynn Everett (en) (Diane Drew, 1967)
- Raymond J. Barry (Paul Cooper)
- Jerry Hardin (Harry Hapgood, 2009)
- Hildy Brooks (Alice Mills, 2009)
- Alla Korot (Alice Mills, 1967)
- Monte Markham (Glenn Drew, 2009)
- Duane Whitaker (Kevin Drew, 2009)
- Drew Osborne (Kevin Drew, 1967)
- Alexa Havins (Joannie Pogue, 1967)
- Robyn Peterson (Joannie Pogue, 2009)
- Raymond J. Barry (Paul Cooper)

- Pale Blue Eyes - The Velvet Underground
- European Son - The Velvet Underground
- Lightning's Girl - Nancy Sinatra
- These Boots Are Made For Walkin - Nancy Sinatra
- I'll Be Your Mirror - The Velvet Underground

### Épisode 15:Protection trop rapprochée
- États-Unis : 15 février 2009

- États-Unis : 10,89 millions de téléspectateurs[16] (première diffusion)

- Gary Basaraba (Vincent "Vinny" Buonaforte / Brown)
- Jason Gedrick (Thomas "Tom" Parker)
- Jonathan LaPaglia (Curtis Bell)
- Katherine LaNasa (Leign Feldman / Foster)
- Melissa Farman (Tamara "Tammy" Buonaforte / Brown)
- Steven Eckholdt (Benjamin "Ben" Feldman / Foster)
- Tania Raymonde (Frankie Rafferty)
- Tyler Blackburn (Jeffrey "Jeff" Feldman / Foster)

Le 24 septembre 2008, Benjamin Feldman est abattu par balles et repêché dans le fleuve. La victime était un ancien comptable originaire de Providence et il devait témoigner contre Freddy Giaconni, un chef mafieux. Lui et sa famille ont donc bénéficié du programme de protection des témoins et ont dû changer de ville et de nom de famille. Aujourd'hui, Leigh Feldman, la veuve de Ben vient voir l'équipe. Elle est très inquiète car son fils Jeff a aussi disparu.
Côté personnel: Vera est hébergé par Jeffries et c'est compliqué!
- Until The Day Is Done - R.E.M.
- The Ocean - The Bravery
- Crosses - José González
- Not As We - Alanis Morissette
- If You Were Here - Cary Brothers
- Slow Moves - José González

### Épisode 16:Entre chacals
- États-Unis : 8 mars 2009

- États-Unis : 12,61 millions de téléspectateurs[17] (première diffusion)

- Jeff Fahey (Darren Malloy, 2009)
- Beth Broderick (Libby Traynor, 2009)
- Clayne Crawford (Darren Malloy, 1976)
- Dan Frank (Burke, 1976)
- Barry Cullison (Colin Blake, 2009)
- Dylan Kenin (James « Monster » Drew, 1976)
- Brit Morgan (Libby Traynor, 1976)
- John Scarangello (Colin Blake, 1976)
- Patrick Kilpatrick (James « Monster » Drew, 2009)
- Jonathan Banks (John « Shameless » Clark, 2009)
- Jeremy Roberts (Burke, 2009)
- Michael Woods (Mark Callahan)
- Michael Raymond-James (John « Shameless » Clark, 1976)
- Spencer Locke (Sarah Blake, 1976)
- Raina-Simone Moore (Carmen Walters)

- Simple Man - Lynyrd Skynyrd
- Bad Company - Bad Company
- Stranglehold - Ted Nugent
- Slow Ride - Foghat
- Show Me the Way - Peter Frampton
- Magic Man - Heart

### Épisode 17:Un officier à terre
- États-Unis : 15 mars 2009

- États-Unis : 13,02 millions de téléspectateurs[18] (première diffusion)

- Keith Szarabajka (Patrick Doherty)
- Raymond J. Barry (Paul Cooper)
- Sharif Atkins (James Valentine)
- Norma Maldonado (Beatrice Calderon)
- Tania Raymonde (Frankie Rafferty)
- Pancho Demmings (Henry Walters)
- Clarence Williams III (Henry "Pop's" Walters)
- Brian Letscher (Detective Peter "Pete" McGinley)
- Jonathan LaPaglia (Curtis Bell)
- Kevin Jackson (Landry)
- Raina-Simone Moore (Carmen Walters)
- Mateo Arias (Gabriel Ariza)
- Erika Ringor (Dr. Pascal)
- Manny Montana (Francisco Ariza)

- The Judgement - Solomon Burke
- Just A Thought - Gnarls Barkley
- Down In The Valley - Otis Redding
- Across 110th Street - Bobby Womack
- I Wish It Would Rain - The Temptations

### Épisode 18:Confusion mentale
- États-Unis : 22 mars 2009

- États-Unis : 11,41 millions de téléspectateurs[19] (première diffusion)

- Jacqueline Obradors (Dr. Julie Ramirez)
- Erich Anderson (Dr. Jack Galton)
- Billy Lush (Peter "Pete" Scanell)
- Jonathan LaPaglia (Curtis Bell)
- Ben Hogestyn (Tom Exley)
- Jeremy Glazer (Steve Wiegen)
- Victoria Pratt (Vanessa Quaterman / Rachel Libowitz)
- Seth Isler (Ed Rosenthal)
- Richard Brake (Rich Kiesel)
- Joseph Raymond Lucero (Juan Salazar)

Toutes des chansons de John Lennon :
- Watching The Wheels
- Instant Karma
- #9 Dream
- Scared
- Mind Games
- Imagine
- Beautiful Boy (Darling Boy)

### Épisode 19:Libertyville
- États-Unis : 29 mars 2009

- États-Unis : 11,86 millions de téléspectateurs[20] (première diffusion)

- Johnathon Schaech (Julian Bellowes, 1958)
- Constance Towers (Caroline Kemp, 2009)
- Ken Howard (Harrison Kemp, 1958)
- Harve Presnell (Harry Kemp Jr, 2009)
- Hattie Winston (Regina Reynolds)
- Deborah Geffner (Joy Bellowes, 2009)
- Brant Cotton (Paul Romano, 1976)
- Makenna Barrett (Lilly Rush, 1976)
- Alexandra Holden (Caroline Kemp, 1958)
- Phoebe Dorin (Joan Rasky)
- Brian Hooks (George Watson, 1958)
- Richard Gant (George Watson, 2009)
- Sam Littlefield (Harry Kemp Jr)
- Lynn Hamilton (Mary Chisolm, 2009)

- This Land Is Your Land - Sharon Jones and the Dap-Kings
- Oh! Look At Me Now - Frank Sinatra
- It Looks Like Love - Dean Martin
- Are You Havin' Any Fun? - Tony Bennett

### Épisode 20:Promesse de sable
- États-Unis : 12 avril 2009

- États-Unis : 10,56 millions de téléspectateurs[21] (première diffusion)

- Marcus DeAnda (Journaliste, 1998)
- Robert C. Lopez (Andres, 2009)
- Steven Bauer (Osmany 'Oz' Leon)
- Darius McCrary (Eric Hynes)
- Nestor Serrano (Jaime Reyes)
- Silvana Arias (en)  (Piedad Luque)
- Oscar Torres (Juan de la Cruz)
- Dominic Pace (Steve Scarcelli)
- Grant Monohon (Clifford)
- Valery M. Ortiz (Marisol Acosta)
- Shalim Ortiz (Gonzalo Luque)
- Bambadjan Bamba (Eddie St. John, 1999/2009)

- Vida Mas Simple - Nil Lara
- Que Bueno Baila Usted - Beny Moré
- How Do U Want It - Tupac Shakur feat. K-Ci & Jojo
- 537 C.U.B.A. - Orishas

### Épisode 21:Un arnaqueur au tapis
- États-Unis : 26 avril 2009

- États-Unis : 10,56 millions de téléspectateurs[22] (première diffusion)

- Eion Bailey (Patrick Lennox, 1963)
- Tess Harper (Sharon Lertola, 2009)
- Valerie Azlynn (Sharon Lertola, 1963)
- Muse Watson (John Norwood, 2009)
- Channon Roe (John "Doctor" Norwood, 1963)
- P.J. Marino (Tom Puckett)
- Lucas Caleb Rooney (The Duke, 1963)
- Kevin Makely (Ben Scavo, 1963)
- Brian Elerding (Mike Mack, 1963)
- Kay Lenz (Hillary Rhodes, 2009)
- Madeline Carroll (Hillary Rhodes, 1963)

- My One and Only Love - Johnny Hartman
- Alabama - John Coltrane
- Moten Swing - Oscar Peterson
- Green Onion - Booker T. and the M.G.'s
- "All about my girl" - Jimmy McGriff

### Épisode 22:Bleus, pairs et passe
- États-Unis : 3 mai 2009

- États-Unis : 12,46 millions de téléspectateurs[23] (première diffusion)

- Michael Ironside (Commandant Lou Murillo)
- Daniel Baldwin (Moe Kitchener)
- Jessica Tuck (Charlotte Butler)
- Dennis Hill (VII) (Keith Henderson)
- Jesse Plemons (Ryan Stewart)
- Joe Penny (Hank Butler)
- Tania Raymonde (Frankie Rafferty)
- Shay Astar (Courtney Gaines)
- Gary Hudson (Jebediah Bufford)
- Jonathan LaPaglia (Curtis Bell)
- Maddy Curley (Kate Butler)
- Jake McLaughlin (James Addison)
- Jason Thomas (Lawrence Gardner)
- Raymond J. Barry (Paul Cooper)

En 2005, Kate Butler est portée mystérieusement disparue. Elle était la première femme cadet dans l'académie militaire de Pennsylvanie. Elle était une recrue particulièrement battante et coriace et avait toutes ses chances de réussir. Mais aujourd'hui, son corps vient d'être découvert au fond d'une malle dans un ancien cimetière militaire. Les haltères sont présents avec le corps, ils pourraient être l'arme du crime.
Toutes des chansons de Pearl Jam :
- Yellow Ledbetter
- Indifference
- In Hiding
- Rearviewmirror
- Why Go
- Who You Are
- Come Back
- Corduroy

### Épisode 23:Au fond des choses
- États-Unis : 10 mai 2009

- États-Unis : 11,83 millions de téléspectateurs[24] (première diffusion)

- Jason Thomas (Lawrence Gardner)
- Megan Helin (Lily Rush 1980)
- Anthony John Crane (John Stillman 1980)
- Keith Pillow (E.R. Doctor / EMT)
- Kinsey McLean (Cop, 1980)
- Makenna Barrett (Lily Rush, 1976)
- Dennis Hill (VII) (Keith Henderson)
- Jake McLaughlin (James Addison)
- Joe Penny (Hank Butler)
- Jessica Tuck (Charlotte Butler)
- Michael Ironside (Commandant Lou Murillo)
- Daniel Baldwin (Moe Kitchener)
- Jesse Plemons (Ryan Stewart)

Toutes des chansons de Pearl Jam :
- Black
- Immortality
- Release
- Given To Fly
- Nothingman
- Man Of The Hour
- Alive
- Once